# Wir sind Helden
Wir sind Helden (på dansk Vi er helte) var en tysk indierock-gruppe fra Berlin. Bandet blev dannet i 2000 og tilhører den nye tyske rockebølge. De synger hovedsageligt på tysk, men også lidt på på engelsk, fransk og japansk. Bandet består af Judith Holofernes (sang og guitar), Jean-Michel Tourette (guitar og keyboard), Pola Roy (trommer) og Mark Tavassol (bass). Kunstnernavnet Holofernes stammer fra det gammeltestamentlige apokryfe skrift Judits Bog. Efter successen med deres første konsumkritiske album Die Reklamation (se Konsumerisme) fulgte 2005 Von hier an blind og i 2007 Soundso.
Efter deres fjerde album Bring mich nach Hause i 2010 og en opsamlingsalbum Tausend wirre Worte i 2011 blev bandet opløst "på ubestemt tid" i april 2012.
Wir sind Helden optrådte på Live 8-koncerten i Berlin i 2005. I 2006 optrådte gruppen i København og på Roskilde Festival.

## Albums
- Die Reklamation (2003)
- Von hier an blind (2005)
- Soundso (2007)
- Bring mich nach Hause (2010)
- Tausend wirre Worte (2011; opsamlingsalbum)

## Singler
- Guten Tag (2003)
- Müssen nur wollen (2003)
- Aurélie (2003)
- Denkmal (2004)
- Gekommen um zu bleiben (2005)
- Nur ein Wort (2005)
- Von hier an blind (2005)
- Wenn es passiert (2006)
- Endlich ein Grund zur Panik (2007)
- Soundso (2007)
- Kaputt (2007)
- Die Konkurrenz (2008)
- Alles (2010)
- Bring mich nach Hause (2010)
- Alles auf Anfang (2011)
- Die Ballade von Wolfgang und Brigitte (2011)

## Eksterne links
- Wikimedia Commons har flere filer relateret til Wir sind Helden
- Musikgruppens hjemmeside
- Danmarks Radio Musikleksikon